# Quenu
Quenu es una isla del sur de Chile ubicada en la comuna de Calbuco, Región de Los Lagos. Se localiza en el norte del golfo de Ancud e integra el archipiélago de Calbuco.Tiene una superficie de 2,9 km² y una población, según el censo de 2017, de 124 habitantes.

## Historia
Hacia 1735, en la época colonial, Quenu contaba con una población indígena de 96 habitantes, mientras que cincuenta años después la población llegaba a 85 indígenas y 53 españoles. En 1840, cuando ya era parte del departamento de Calbuco, tenía 174 habitantes; y 25 años después, según el censo de 1865 —cuando ya pertenecía al departamento de Carelmapu de la provincia de Llanquihue—, la isla contaba con 213 habitantes.
Hacia fines del siglo XVIII fue visitada por el explorador José de Moraleda quien —en referencia también a las islas Caicaén, Chidguapi y Tabón— la describió como carente de leña pero fértil, con playas donde abundan «toda suerte de marisco escelente».
Francisco Astaburuaga se refirió a ella en su Diccionario jeográfico de Chile de 1867 de manera muy escueta, solo como una «isla pequeña con 300 habitantes», sin embargo, en su edición aumentada de 1899 agregó que tenía «una superficie poco quebrada y alta de 330 hectáreas y 290 habitantes en un pequeño caserío con una capilla en su extremo sudeste».
Por otro lado, el explorador Francisco Vidal Gormaz la visitó en 1872 y entregó más detalles sobre la isla. Describió que no tenía bosques, que la leña se compraba en el continente y que estaba cultivada en su totalidad. También consignó la existencia de la capilla y entregó más detalles sobre su actividad económica. Se refirió a ella como «mui pintoresca i fértil», pero la calificó, en general, como una isla «pobre»:

A pesar de la fertilidad de la isla, el trigo solo produce el 5 por 1 i las papas el 6. La linaza, las habas i las arvejas se cultivan en mui corta cantidad. La frutilla es una de las mas afamadas del departamento de Carelmapu, debido a los desbosques. Hai algunos planteles de manzanos; pero en jeneral la isla es pobre.
La tierra se agota por el mal sistema de agricultura, i el pasto natural es inadecuado para el ganado. En una palabra, esta islita se encuentra en el día tal como la describió don José de Moraleda i Montero, en 1782. Si sus habitantes empleasen las praderas artificiales, sembrando los pastos introducidos por los colonos de Llanquihue i un poco de mas sistema en sus siembras, Quenu seria mui productiva i abundaria en ganado lanar.
Francisco Vidal Gormaz

Después de un máximo de 290 habitantes en 1885, según el censo de ese año, durante el siglo XX la población de Quenu se estabilizó en alrededor de 200 personas.

## Descripción
Se localiza al sur de Calbuco y al oeste de Chidhuapi —sus islas más próximas—, y también al norte de isla Tabón. Tiene una longitud NO-SE aproximada de 2,8 km y 1,3 km de ancho, una altura que no sobrepasa los 40 m y una superficie de 2,9 km².
La isla además tiene un estero de aproximadamente 1 km de extensión, conocido también como humedal Puchivilo.

## Economía y servicios
La economía de la isla está basada fundamentalmente en la agricultura de subsistencia y recolección de algas, y en menor medida la pesca artesanal y el buceo. También existen algunos emprendimientos turísticos que operan durante el verano.
No existe un recinto de salud, pero hay una escuela básica que al 2017 contaba con una matrícula de cuatro alumnos. También hay una capilla católica y otra evangélica. En el sector suroreste sobreviven tres corrales de pesca, al 2017 todavía en uso, y en su entorno existen centros de cultivo de chorito.
La isla cuenta con energía eléctrica permanente desde 2013.

## Conectividad
Existe una lancha subsidiada de transporte de pasajeros que realiza el servicio isla Quenu-Calbuco seis días, siete viajes a la semana:
- Salidas a Calbuco lunes, martes, jueves y viernes a las 8.30 h, sábados a las 8 y 13 h, y domingos a las 15 h.
- Regresos en los mismos días a las 15 h (excepto el sábado con una salida adicional a las 12 h y el domingo con una salida solo a las 17 h).